# Atlantic (zegarki)

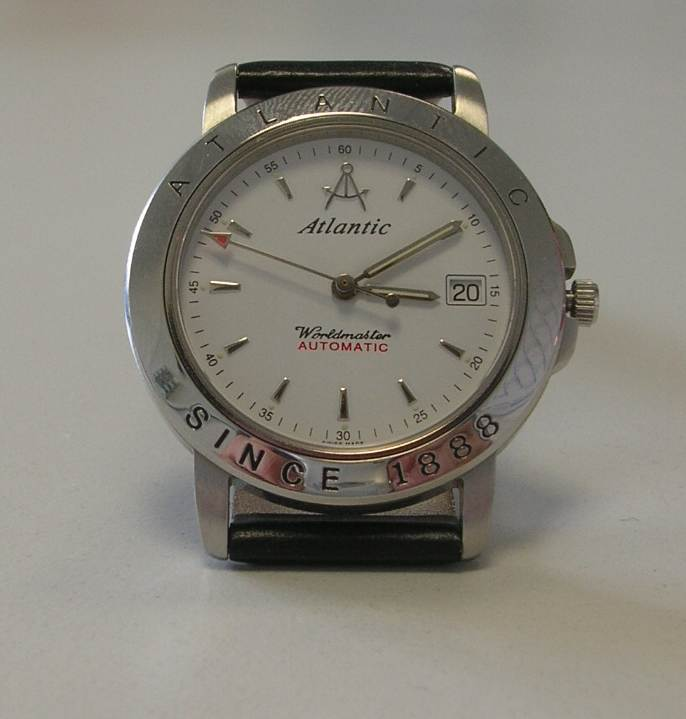
Atlantic Worldmaster

Atlantic (Atlantic-Watch Production Ltd) – szwajcarskie przedsiębiorstwo produkujące zegarki z siedzibą w Lengnau.

## Historia
Zostało założone w roku 1888 w Bettlach, koło Grenchen (Szwajcaria) przez Eduarda Kummera. Początkowo przedsiębiorstwo nosiło nazwę Eduard Kummer Bettlach (EKB), później zmienioną na „Atlantic”. Przedsiębiorstwo do początku lat 30. zajmowało się produkcją podzespołów dla takich marek jak Longines czy Certina. W roku 1932 rozpoczęło produkcję własnych zegarków pod marką „Atlantic”. Były to, jedne z pierwszych na świecie, zegarki wodoszczelne.
W latach 40. XX wieku marka wprowadziła na rynek kolekcję zegarków Atlantic Worldmaster, które stały się jednym z filarów sukcesu firmy.
Atlantic jako jedna z nielicznych zachodnich (w tym szwajcarskich) firm zdecydowała się na podbój rynków z krajów „bloku wschodniego”. W latach 50. XX wieku firma otworzyła pierwszy sklep w Polsce, a także innych krajach Centralnej i Wschodniej Europy. Szczególną popularności na rynku polskim cieszyła się kolekcja zegarków Worldmaster, które utożsamiano z zachodnim stylem życia.
W 1952 roku zdecydowano się na zmianę i ujednolicone nazwy przedsiębiorstwa, a także pozostałych marek związanych z EKB. Od tego momentu firma widnieje w rejestrze handlowym pod nazwą handlową „Atlantic Watch Ltd”.
W 1960 roku firma opatentowała i wprowadziła na rynek „speed-switch” – mechanizmu szybkiego przesuwu datownika za pomocą koronki. Stanowi ona kamień milowy nie tylko w historii marki Atlantic, ale również całej branży zegarmistrzowskiej. Wynalazek umożliwiał zmianę daty w zegarku 52 razy szybciej niż do tej pory.
Firma w tym czasie oferowała szerokie portfolio zegarków – począwszy od klasycznych zegarków garniturowych po futurystycznie wyglądające projekty o kwadratowych i prostokątnych kopertach. Wśród najpopularniejszych modeli projektowanych w latach 60. i 70. XX wieku znajdują się: Atlantic DATOMATIC, Atlantic PRECISION, Atlantic SPEEDWAY, Atlantic PRIMA, Atlantic ROYAL, Atlantic D-MASTER i Atlantic SAILMASTER.
Marka wykorzystywała wówczas w zegarkach mechanizmy pochodzące od renomowanych szwajcarskich producentów m.in. ETA i AS Schild.
W 1989 ATLANTIC Watch Ltd. został wykupiony przez UVB. Nowy właściciel skoncentrował całą uwagę na rozwój na rynkach Europy Wschodniej.

## Ambasador marki
Ambasadorem marki Atlantic na Polskę (od 2007 roku), a także na Europę (od 2009 roku) jest polski kierowca rajdowy Krzysztof Hołowczyc.

## Logo marki Atlantic
Logo marki Atlantic na przestrzeni dziesięcioleci ulegało różnym – mniejszym lub większym modyfikacjom. W latach 30. XX wieku zegarki Atlantic sygnowane były logiem składającym się z nazwy Atlantic wpisanej wersalikami. Od lat 40. XX wieku litery w logo Atlantic stylizowane są na pismo odręcznie. Pod nazwą marki znalazła się niekiedy nazwa konkretnej linii lub modelu. W latach 70. XX wieku logo na zegarkach staje się wypukłe, aplikowane nadal przyjmując formę pisma ręcznego.
Począwszy lat od 90. XX wieku w logo Atlantic pojawia się charakterystyczna kotwica i cyrkiel, które układają się w literę A.

## Kolekcja zegarków Atlantic
Współcześnie kolekcja zegarków „Atlantic” obejmuje modele:
1. Mariner
2. Mariner Chrono
3. Seabase
4. Seabase Chrono
5. Seabreeze
6. Seacrest
7. Seacrest Big Size
8. Seacrest Chrono
9. Seagold
10. Seahunter
11. Seahunter Automatic
12. Sealine
13. Seamoon
14. Seamove
15. Seaport
16. Seaport Automatic
17. Seaport Chrono Retrograde
18. Seashark
19. Seashore
20. Seawing
21. Seashell
22. Skipper
23. Worldmaster
24. Worldmaster Square

## Wybrane daty z historii firmy[3]
- 1888 – Eduard Kummer zakłada firmę EKB (Eduard Kummer Bettlach) w miejscowości Bettlach produkującą części do zegarków kieszonkowych.
- 1925 – EKB, rozpoczyna produkcję części do zegarków naręcznych we współpracy z grupą Asuag.
- 1928 – EKB rozpoczyna produkcję różnych zegarków naręcznych sygnowanymi nazwami takimi jak Ariston, Aristex i Opus.
- 1932 – EKB jest jedną z pierwszych fabryk, które produkują wodoodporne zegarki naręczne i sprzedają je pod nazwą Atlantic.
- 1950 – Otwarcie pierwszego sklepu w Polsce i innych w Centralnej i Wschodniej Europie.
- 1950 – Wynalezienie mechanizmu szybkiego przesuwu datownika za pomocą koronki.
- 1952 – Zmiana nazwy EKB i pozostałych nazw marek związanych z EKB, na jedną, nową nazwę firmy, aktualną do dziś, Atlantic Watch Ltd..
- 1958 – Początek pomyślnego wejścia na nowe rynki takie jak Ameryka Południowa i region środkowo-wschodni.
- 1960 – Kolejne ważne innowacje takie jak „Speed-switch” są stosowane w zegarkach Atlantic i sprzedawane innym producentom.
- 1965 – Polska staje się najważniejszym rynkiem, a Europa Wschodnia najważniejszym regionem dla Atlantic Watch Production.
- 1970 – Premiera modelu Atlantic Beachboy.
- 1989 – Firma UVB kupuje Atlantic Watch Ltd. i koncentruje całą uwagę na rynek Europy Wschodniej.
- 2013 – Atlantic świętuje jubileusz 125-lecia.
- 2018 – Atlantic obchodzi jubileusz. W sprzedaży pojawiają się dwie limitowe edycje Worldmaster 1888 – 130 Years z mechanizmami automatycznymi i mechanicznymi.
- 2020 – Specjalna edycja modelu „Beachboy” z lat 70.
- 2021 – Marka ponownie prowadza na rynek kolekcję „Timeroy” w stylu retro-vintage z lat 70.
- 2022 – Premiera kalibrów produkcji mechanicznej ATL-1 i ATL-2.
- 2023 – Jubileusz 135- lecia marki[1].